# Рогозов, Леонид Иванович
Леони́д Ива́нович Ро́гозов (14 марта 1934, Даурия, Читинская область — 21 сентября 2000, Санкт-Петербург) — советский и российский врач-хирург, участник 6-й Советской антарктической экспедиции. Известен как человек, который в 1961 году во время экспедиции в Антарктиду выполнил на самом себе хирургическую операцию по поводу аппендицита.

## Биография

### Ранние годы
Родился 14 марта 1934 года на станции Даурия Борзинского района Читинской области (ныне Забайкальского края) в семье шофёра Ивана Прохоровича Рогозова (1905 г. р.) и доярки Евдокии Емельяновны (1908 г. р.) третьим из четверых детей. В 1938 году семья перебралась в город Минусинск (Красноярский край), где Леонид поступил в среднюю школу. Во время Великой Отечественной войны, в 1943 году, отец погиб на фронте. После семи классов школы поступил в училище на горного мастера, однако затем вернулся в школу и успешно её окончил.
После службы в армии в 1953 году поступил в Ленинградский педиатрический медицинский институт (педиатрический факультет).

### Работа в Антарктиде
В 1959 году Леонид Рогозов окончил институт и сразу же был зачислен в клиническую ординатуру по хирургии. Однако обучение в ординатуре было на время прервано в связи с тем, что 5 ноября 1960 года Леонид отбыл на дизель-электроходе «Обь» в Антарктиду в качестве врача 6-й Советской Антарктической экспедиции. В Антарктиде, куда судно прибыло в декабре, Леонид Рогозов, помимо своей основной должности, исполнял обязанности метеоролога, а также водителя. После девяти недель подготовительных работ, 18 февраля 1961 года, в оазисе Ширмахера была открыта новая советская антарктическая станция — Новолазаревская. 

#### Операция
Во время первой зимовки на этой станции произошёл случай, сделавший 27-летнего хирурга известным на весь мир. 29 апреля 1961 года Леонид обнаружил у себя тревожные симптомы: слабость, тошноту, повышенную температуру тела и боли в правой подвздошной области. Будучи единственным врачом в экспедиции, состоявшей из 13 человек, он сам поставил себе диагноз: острый аппендицит. Консервативная тактика лечения (покой, голод, местный холод и антибиотики) успеха не имела. На следующий день температура поднялась ещё выше. Ни на одной из ближайших антарктических станций не было самолёта, кроме того, плохие погодные условия всё равно не позволили бы выполнить полёт на Новолазаревскую, находящуюся в 80 км от берега. Для того, чтобы спасти жизнь заболевшего полярника, необходима была срочная операция на месте. И единственным выходом в сложившейся ситуации было делать операцию самому себе.
Выполнять операцию ночью 30 апреля 1961 года хирургу помогали метеоролог Александр Артемьев, подававший инструменты, и инженер-механик Зиновий Теплинский, державший у живота небольшое круглое зеркало и перенаправлявший свет от настольной лампы. Начальник станции Владислав Гербович дежурил на случай, если кому-то из ассистентов, никогда не имевших отношения к медицине, станет плохо. В лежачем положении, с полунаклоном на левый бок, врач произвёл местную анестезию раствором новокаина, после чего сделал при помощи скальпеля 12-сантиметровый разрез в правой подвздошной области. Временами смотря в зеркало, временами на ощупь (без перчаток), он удалил воспалённый аппендикс, затем ввёл антибиотик в брюшную полость. Спустя 30—40 минут от начала операции развилась выраженная общая слабость, появилось головокружение, из-за чего приходилось делать короткие паузы для отдыха. Тем не менее, к полуночи операция, длившаяся 1 час 45 минут, была успешно завершена. Через пять дней температура нормализовалась, ещё через два дня были сняты швы.
Это событие описано Л. И. Рогозовым в «Информационном бюллетене Советской Антарктической экспедиции» (Рогозов Л. И. Операция на себе // Бюллетень советской Антарктической экспедиции. — М., 1962. — Вып. 37. — С. 42—44):

Я не позволял себе думать ни о чём, кроме дела… В случае, если бы я потерял сознание, Саша Артемьев сделал бы мне инъекцию — я дал ему шприц и показал, как это делается… Мои бедные ассистенты! В последнюю минуту я посмотрел на них: они стояли в белых халатах и сами были белее белого. Я тоже был испуган. Но затем я взял иглу с новокаином и сделал себе первую инъекцию. Каким-то образом я автоматически переключился в режим оперирования, и с этого момента я не замечал ничего иного.
Добраться до аппендикса было непросто, даже с помощью зеркала. Делать это приходилось в основном на ощупь. Внезапно в моей голове вспыхнуло: «Я наношу себе всё больше ран и не замечаю их…» Я становлюсь слабее и слабее, моё сердце начинает сбоить. Каждые четыре-пять минут я останавливаюсь отдохнуть на 20—25 секунд. Наконец, вот он, проклятый аппендикс!.. На самой тяжёлой стадии удаления аппендикса я пал духом: моё сердце замерло и заметно сбавило ход, а руки стали как резина. Что ж, подумал я, это кончится плохо. А ведь всё, что оставалось, — это собственно удалить аппендикс! Но затем я осознал, что вообще-то я уже спасён!

В петербургском музее Арктики и Антарктики имеется экспозиция, представляющая хирургические инструменты, которыми Леонид Рогозов выполнял эту операцию.

## Резонанс
Лётчик-космонавт СССР Герой Советского Союза Герман Титов, перечисляя в своей книге «Голубая моя планета» мужественные поступки Александра Матросова, Николая Гастелло, Бориса Пастухова и других героев, написал:

В нашей стране подвиг — это сама жизнь.
…мы завидуем мужеству советского врача Леонида Рогозова, который сделал сам себе операцию аппендицита в сложных условиях антарктической экспедиции.
Иногда я размышляю обо всём этом наедине с собой и спрашиваю: а смог бы я такое сделать? На ум всегда приходит один ответ: «Постарался бы сделать всё, что в моих силах…»

Владимир Высоцкий посвятил этому событию свою песню:
Пока вы здесь в ванночке с кафелем

Моетесь, нежитесь, греетесь, —

В холоде сам себе скальпелем

Он вырезает аппендикс.

## Последующие годы
Вернувшись в октябре 1962 года из антарктической экспедиции в Ленинград, Л. И. Рогозов завершил через год своё обучение в клинической ординатуре по хирургии (октябрь 1963 года). В марте 1963 года он стал членом КПСС. В том же году поступил в аспирантуру при ЛПМИ. Результатом трёхлетней подготовки стала защита в сентябре 1966 года кандидатской диссертации «О резекции нижней трети пищевода по поводу рака».
- 1966—1967 гг. — врач-хирург больницы им. Ф. Ф. Эрисмана.
- 1967—1979 гг. — ассистент кафедры госпитальной хирургии Первого Ленинградского медицинского института им. акад. И. П. Павлова. В 1971 году был в служебной командировке в Болгарии.
- 1979—1986 гг. — врач-хирург городской больницы № 12, медико-санитарных частей № 8, № 9, городской больницы № 16 им. В. В. Куйбышева.
- 1986—2000 гг. — заведующий отделением хирургии лимфоабдоминального туберкулёза Ленинградского (Санкт-Петербургского) НИИ фтизиопульмонологии.

В 1991, 1993 и 1998 годах занесён в книгу рекордов СССР «Диво-90. Чудеса. Рекорды. Достижения», в книгу рекордов России, стран СНГ и Балтии «Диво 93. Чудеса. Рекорды. Достижения» и в книгу рекордов России, стран СНГ и Балтии «Диво. Чудеса. Рекорды. Достижения».
Свободно владел болгарским языком, разговаривал также на немецком, английском и чешском языках.
Был оперирован по поводу рака лёгкого. Скончался 21 сентября 2000 года в результате послеоперационных осложнений на 67-м году жизни. Похоронен в Санкт-Петербурге на Ковалёвском кладбище (участок 35).

## Награды и премии
Указом Президиума Верховного Совета СССР от 23 июня 1961 года за заслуги в научных исследованиях Антарктиды и проявленное при этом мужество награждён среди особо отличившихся участников комплексных антарктических экспедиций Советского Союза орденом Трудового Красного Знамени.
Впоследствии отмечался знаками «Отличнику здравоохранения», «Почётному полярнику», а также Почётной грамотой ЦК ВЛКСМ.

## Семья
- Первый брак: жена Ангелина Васильевна Рогозова; сын Василий.
- Второй брак (с 1969 года): жена Марцела Рогозова, гражданка Чехословакии (развелись через шесть лет). Дочь Елена Войткова (род. 1969) — врач общей практики, работает в чешском городе Усти-над-Лабем[7]; сын Владислав Рогозов (род. 1970) — врач-анестезиолог, работает в Шеффилде (Англия)[8][9].